# Louis Roquin
Pour les articles homonymes, voir Roquin.
Louis Roquin, né à Aulnay-sous-Bois le 23 décembre 1941 et décédé à Lasalle le 13 janvier 2024, est un compositeur et plasticien français.
Il a développé la musique contemporaine à partir des années 1970 et a composé plus de 200 œuvres musicales. Il participe à de nombreux festivals internationaux de musique contemporaine et a reçu plusieurs prix, tels que le Grand prix Sacem en 1975, ainsi que le prix Pierre et Germaine Labolle Sacem en 1983.
En parallèle, Louis Roquin s’est intéressé aux arts plastiques et a notamment créé une nouvelle forme d’expression intitulée compositions visuelles, à partir de collages, de calligraphies et de notations musicales.
Il a vécu une partie de sa vie dans les Cévennes, et a poursuivi sa carrière d’artiste, se produisant en concerts et performances, exposant ses œuvres, publiant textes et partitions dans des revues et des livres.

## Biographie

### Musique
De 1962 à 1969, il étudie au Conservatoire national supérieur de musique de Paris (premier prix) en se perfectionnant pour devenir trompettiste professionnel et en se formant spécifiquement à deux techniques d’écriture musicale : l’harmonie et le contrepoint. Au cours de ses études, il s’immerge dans le monde de la musique : en 1969-70, il effectue deux stages importants, l’un au Groupe de recherches musicales (musique électroacoustique), l’autre avec Henri Pousseur. Il étudie notamment sous la houlette de Jean-Étienne Marie et intègre la classe de musique fondamentale appliquée à l’audiovisuel de Pierre Schaeffer. Il suit ensuite les cours de la Schola Cantorum de Paris en composition, mise en ondes et électroacoustique appliquée.
Titulaire du Certificat d’Aptitude aux fonctions de professeur de musique, il a enseigné et géré les œuvres pédagogiques au Conservatoire de Romainville.
Louis Roquin a également fait partie du Groupe d’Études et de Réalisation Musicale (GERM) fondé par Pierre Mariétan en 1966. Influencé par les nouvelles tendances de la musique américaine contemporaine, le GERM s’appuyait sur des principes élaborés par des compositeurs tels que John Cage et Morton Feldman. L’un de ces principes les plus novateurs impliquait que l’artiste se détache de tout conditionnement (culturel, éducatif, psychologique, personnel...) et de toute subjectivité pour libérer l’élément créatif dans sa totalité, affranchir la musique de toute orientation et permettre au sonore de développer une existence propre : il ne s’agissait plus de penser la musique ou de l’écouter, mais de la laisser éclore. Ce principe a aussi déterminé l’introduction du hasard dans la musique créant une perspective aléatoire échappant au contrôle du musicien. Louis Roquin a intégré ces notions à son travail d’artiste.
Compositeur et musicien reconnu, il participe depuis les années 1970 a de nombreux festivals internationaux de musique contemporaine et a reçu plusieurs prix, tels que le Grand prix Sacem en 1975 ou le prix Pierre et Germaine Labolle en 1983. Ses compositions sont régulièrement interprétées à la radio et lors de festivals.

### Arts plastiques
Parallèlement à la musique, Louis Roquin s’est intéressé aux arts plastiques et développant une nouvelle forme d’expression, a créé des musiques visuelles à partir de collages, de calligraphies et de notations musicales. Utilisant les qualités plastiques de l’écriture musicale, il se sert notamment de la partition comme matériau fondamental de ses compositions visuelles. Depuis 1975, de nombreuses expositions collectives présentent ses œuvres.
À travers les compositions visuelles réalisées par Louis Roquin, émerge l’accord entre la musique et l’écriture, le son et la lettre. Il est particulièrement fasciné par l’écriture, à la fois présentation graphique de sons et système de représentation du langage à partir de signes. Principal objet du travail plastique de Louis Roquin, l’écriture, textuelle et musicale, prend tout son sens à travers une mise en scène du signe et du son.
De ce double attrait pour la musique et l’écriture, il a également développé un intérêt pour la calligraphie, dont il s’inspire souvent pour réaliser ses œuvres au pinceau et à l’encre de Chine. Il utilise aussi beaucoup le collage, à partir d’affiches de cinéma, de bandes dessinées, de cartes géographiques, de revues, etc.
À la fois compositeur et plasticien, il utilise les qualités graphiques de la notation musicale comme matière picturale. Ses compositions visuelles, partitions jouables, constituent la spécificité exceptionnelle de son travail. Ces partitions sont parfois construites sur la base d'une structure graphique donnée, ou bien développent, à partir d'éléments concrets, une structure qui peut être conçue comme sonorité virtuelle.

### Famille
Il est l'oncle du romancier français Charlie Roquin.

## Vie associative
En plus de son parcours professionnel, Louis Roquin s’est impliqué dans la vie associative liée à la création artistique. Il a d’abord été responsable des Ateliers Rencontres dans le cadre du festival Musique dans la rue à Aix-en-Provence en 1975-76 avant de fonder avec Michèle Métail l’association Les Arts Contigus, qui a pour but de développer la création née de la confrontation de plusieurs modes d’expressions : arts plastiques, poésie musique, gestes, performances, installations... Différentes manifestations interdisciplinaires ont découlé de ces rencontres des genres. Louis Roquin et Michèle Métail travaillent souvent
ensemble, réalisant des expositions, des performances et des livres où son, image, texte et mouvement se mêlent.

## Principales œuvres

### Principales œuvres musicales
- L’ultoma la proxima, 1993
- Fanfare: pour 6 trompettes, 1990
- La Giusta Dimensione, Rencontres Internationales de Musique Contemporaine, Metz, 1989
- Invention, GERM, 1989
- Rift, Semaines Musicales Internationales, Orléans, 1989
- Imperium in Imperio: pour piano Impérial Bösendorfer, Festival Estival, Paris, 1986
- De Concert, Ricercare, 1985
- Tutti d’orchestre, 1985
- Le ressaut des ombres, Semaines Musicales Internationales, Orléans, 1984
- Come Battuto II, le Blanc-Mesnil, 1982
- Hommage à Bizet, 1982.
- Hymne, 1982.
- Ici on consulte le bottin, 1982.
- Propos, Manca, 1981.
- Les Opus: grande formations (Signinum; Reticulatum, 1980 ; Incertum, 1981).
- Volti-subito, Église Saint Germain l’Auxerrois, Paris, 1980[4].
- Gong Again: 26 gongs et 2 percussionnistes, 1980.
- Come Battuto I: pour 1 à 10 pianos, 1979.
- In octavo, 1978.
- Montreal wash-board quartett, 1978.
- Les Quatuors: timbales, harmonicas basses, flûtes..., 1978.
- 1er trio, Festival International de Musique Expérimentale de Bourges, 1977.
- Cicero: pour ensemble instrumental, 1975.
- Les Machinations; formations variables (Machination : pour effectif variables et formations libres, 1973 ; Machination III : pour 2 percussions, flûtes, alto, trompette, clarinette, piano, cor, contrebasse à cordes, avec crécelles, fouets et triangles, 1979 ; Machination V, 1980 ; Machination VIII, 1984 ; Grande machination, Angers, 1985).
- Continuo, Paris, 1974
- Duo, Orléans, 1972
- Les Ricercares : formations variables (Ricercare II: pour 8 pistes magnétiques et instruments, 1971 : Ricercare III: musique électroacoustique et symphonique, Paris, 1972; Ricercare VII, 1978).
- Ordinale, Théâtre de Poche, Bienne, 1971
- Opus masticonis, ensemble instrumental
- 8e quatuor pour cors.
- Atlas d’orchestration.
- Cube: environnement sonore.
- Scénario: percussion et piano.

### Œuvres conceptuelles
- Cosmophone des mondes invisibles, 2006
- Au signe, 2004-2005
- Le son d’une ville, 2001.
- 100 Vues du Japon, 1995
- 100 cartes postales du Japon, 1993
- Solo, Soli, Solissimo, Manca, 1985
- Textuel : pour voix (bande magnétique), trombone basse, jeu de cloches-tubes, 7 cloches à vaches, tôle manipulée, cristal-tôle I et II et tôle-percussion, Itinéraire, 1977.
- D’Extremum, 1974.
- Report: théâtre musical pour bande magnétique, rythmes gestuels, 28 triangles, 3 grosse caisses, cymbales et gong, 1971.
- Quinquaginta, Québec.
- Ricercare 88, Paris.
- Résonner, Paris.
- Tulufan Pendi, Chine, Désert de Gobi.
- 31 Réflexions de son.
- Les Topophones : 1. Notes de voyage.

### Discographie
- Poème Instrumental, M.F.A., Terra Ignota, 2001.
- Le cri du ragondin, dans Fractal Musik no 2: Opérette d’artistes, Station Mir, 1998
- Yod, Voix & trompette, Point Radian.
- D’Extremum, 24 guitares, Decca.

### Ouvrages
- Hors-champ. Journal de sons, Tarabuste, 2010[5].
- Boîte à musique, Voix, 2010.
- Les formes du silence, Rencontres, 2009.
- Charivari, Rencontres, 2009
- Le Son d’une ville/Der Klanf einer Stadt: Berlin, Despalles, Paris, 2008[6].
- L’un, l’autre: esperluette, en collaboration avec Michèle Métail, Marcel le Poney, 2008.
- Cahier du refuge, no 155, cipM, mars 2007.
- Point d’interrogation, dans Beckett Pause, Hrg. Von Lucas Cejpek, Ed. Sonderzahl, Wien, 2007.
- 31 réflexions de sons, extraits dans l’exposition Saison II, Tarabuste, 2006.
- Sonsparasons, en collaboration avec Cozette Charmoy, Ottezec, 2005.
- Pour Paul-Armand Gette, Jocia Seria, 2004.
- Cahier de refuge, no 131, cipM, octobre 2004,
- Journal de sons, 85 jours d’un trajet Pékin-Chengdu, Voix, 2002.
- Mandibule Music, (accompagné de mandibule, mâchoire de Michèle Métail), La Chambre, 2000.
- Révolutions musicales, La musique contemporaine depuis 1945, Dominique et Jean-Yves Bosseur, Minerve, 1999.
- Cent pour cent, en collaboration avec Michèle Métail, Despalles, 1998.
- Carnet de bord : la 25e heure, Isoete, 1997.
- Vocabulaire de la musique contemporaine, Jean-Yves Bosseur, Minerve, 1996.
- L’ombre vive de la mesure, Jeanne-Marie Sens, Sens & Tonka, 1994.
- Poésie en action, Franҫoise Janicot, Loques/Nèpe, 1984.

### Expositions personnelles
- Trans-positions, en collaboration avec Michèle Métail et Bernard Heidsieck, La coopérative, Montolieu, 2009[7].
- L’un, l’autre: esperluette, le Mazet, Lasalle, 2007.
- Au signe, cipM, Marseille, 2007.
- 64 poèmes du ciel et de la terre, en collaboration avec Michèle Métail, cipM, 2004.
- Cent pour cent, en collaboration avec Michèle Métail, Galerie Lara Vincy, Paris, 1996[8].
- Collages. Dessins. Environnement sonore, Maison de la Culture, Rennes, 1973.

### Expositions collectives
- Musiques Murales, Galerie Satellite, Paris, 2018.
- Soulèvements, La maison rouge, Paris, 2009.
- Le Manoir, Martigny, Suisse, 2009
- Kunsttempel, Cassel, Allemagne, 2008.
- Musée d’art modern, Granville, 2009.
- Saint-Vincent-sur-Jabron, 2007.
- Arboretum, Argenton-sur-Creuse, 2006.
- Saint-Quentin, 2005.
- Cavaillon, 2005.
- Offenbach am Main, 2004.
- Centre Culturel Suisse, Paris, 2002
- Musée des Beaux-Arts, Caen, 1999.
- RAC, Caen, 1999.
- Espace Branly, Paris, 1998.
- Artothèque, Caen, 1997.
- La Vilette, paris, 1996.
- École des Beaux-Arts, Clermont-Ferrand 1995.
- Écriture/peinture, Forum Culture ; Le Blanc-Mesnil, 1995.
- Galerie Lara Vincy, Paris 1986-1993.
- Sarcelles, 1984.
- Trebeurden, 1983.
- Biennale, Paris, 1982.
- De l’Hommage au modèle, Musée des Beaux-Arts André-Malraux, Le Havre, 1982.
- Hommage à Sébastien Bottin, Maison de la culture, Le Havre, 1980.
- Porte de la Suisse, Paris, 1979.
- Musée d’Art Moderne, Paris, 1976.
- Poésie visuelle et musique graphique, Théâtre du Centre, Aix-en-Provence, 1975.